# Santiago Urrialde
Santiago Urrialde (Madrid, 18 de marzo de 1965) es un humorista y actor español.

## Biografía
Su popularidad se la debe sobre todo a la televisión, medio en el que debuta de la mano de Pepe Navarro interpretando pequeños papeles cómicos en El día por delante (1989-1990) el magazín que el periodista dirigía en Televisión española. Durante esa etapa comienza a realizar también sus propios sketches en el programa de humor Pero... ¿esto qué es? de la misma cadena.
Con la llegada de las televisiones privadas, es fichado por Telecinco y se convierte en uno de los humoristas en plantilla de la cadena, al igual que Félix 'el Gato', Jordi LP y otros y participa, formando parte del dúo humorístico Ceda el paso en programas como Tutti Frutti (1990-1992), Tele 5 ¿dígame? (1990-1992), Qué gente tan divertida (1991) o Las noches de tal y tal (1991).
Durante el año 1992 se publica el disco Objetivo tu hermana de Los Albañiles, grupo formado por el propio Santiago Urrialde junto con Paco Casas (locutor de radio), M. Piñeros y Jesús Yanes (ex-componente del grupo Ratones). Su mayor éxito fue Me pica, canción que sonó con asiduidad aquel año tanto en la radio como en Telecinco.
En 1993 pasa a Antena 3, donde continúa su trayectoria de nuevo junto a Pepe Navarro en el magazín Todo va bien (1993-1994), También intervino en el concurso presentado por Sancho Gracia Todo por la pasta (1993) de Telecinco.
Sin embargo, la verdadera popularidad le llega a partir de 1995 cuando se incorpora al late-night Esta noche cruzamos el Mississippi (1995-1997), donde interpreta personajes como El Reportero Total o Rambo. La frase de este último personaje "No siento las piernas" se convierte en una auténtica coletilla entre los españoles y pasa al lenguaje popular. Y Urrialde se convierte en uno de los rostros más populares del país. Aunque cabe destacar que la frase de esta parodia está ligeramente modificada, puesto que la frase original de la película fue "No encuentro las piernas".
En enero de 1996 abandona el programa por diferencias con Pepe Navarro, pero permanece en Telecinco, colaborando en los programas Uno para todas (1996), donde interpretaba a un torpe concursante de nombre Paco Gerte o Karaoke (1996).
En 1997 vuelve a Antena 3 y acompaña a Francis Lorenzo en su programa Efecto F, retirado por sus bajos índices de audiencia y a Paula Vázquez en Mira quién viene esta noche.
Con posterioridad ha interpretado pequeños papeles en las series ¡Ala… Dina! (2000-2002), El inquilino  (2004) y Como el perro y el gato (2007), en las películas Torrente, el brazo tonto de la ley (1998) y ¡Ja me maaten...! (2000) y colaboró con Florentino Fernández en el programa de humor UHF (2003), de Antena 3.
En 2003 participó como concursante en la segunda edición del reality show La isla de los famosos. Un año más tarde, interpretó un papel secundario en la película FBI: Frikis Buscan Incordiar, dirigida por Javier Cárdenas. Su participación en la película le valió un Premio Godoy al Peor Actor de Reparto.
En 2005 y 2006 interpretó en teatro el papel de Roberto en Matrimoniadas, y participó en Aquí no hay quien viva como un personaje esporádico, Beni, en el episodio Érase unas tragaperras.
Desde febrero de 2007 colabora en el programa El 8.º mandamiento de Localia Televisión, junto a Javier Cárdenas.
En 2008 empezó a interpretar a Emilio en la serie Escenas de matrimonio, un hombre que lleva 16 años casado con Asun y al que le encanta hacer gala de su gran sentido del humor. Este papel es muy parecido al que interpretó en Matrimoniadas, ya que además Silvia Gambino hizo de su mujer en las dos ocasiones.
En 2010 colabora en el programa de humor de Telecinco Al Ataque Chow.
En 2011 se estrena Torrente 4, protagonizado por Santiago Segura, Silvia Abril, Belén Esteban, Soledad Mallol, él mismo, con Yolanda Ramos y Kiko Rivera. También empezó a trabajar en La hora de José Mota, en su tercera temporada y su sucesora La noche de José Mota.

## Trayectoria profesional

### Música
- Objetivo tu hermana con Los Albañiles.

### Televisión
- El día por delante (1989-1990)
- Pero... ¿esto qué es?
- Tutti Frutti (1990-1992)
- Tele 5 ¿dígame? (1990-1992)
- Qué gente tan divertida (1991)
- Las noches de tal y tal (1991)
- Todo va bien (1993-1994)
- Todo por la pasta (1993)
- Lleno, por favor (1993)
- Esta noche cruzamos el Mississippi (1995-1996)
- Uno para todas (1996)
- La parodia nacional (1996)
- Efecto F (1996)
- Mira quién viene esta noche
- ¡Ala… Dina! (2000-2002)
- El inquilino  (2004)
- Aquí no hay quien viva (2005)
- Como el perro y el gato (2007)
- UHF (2003)
- Matrimoniadas
- El 8.º mandamiento.
- Escenas de matrimonio  (2008-2009)
- Al Ataque Chow (2010)
- La hora de José Mota (2011-2012)
- La que se avecina (2012, 2013, 2017, 2023) como Francisco "Paco" Chaparro Morales. (5 capítulos)
- Mi casa es la tuya (2017). (1 programa)
- Retratos Salvajes (Especial Nochevieja con José Mota 2018)

### Concursante
- La isla de los famosos (2003) 13.º expulsado

### Cine
- Torrente, el brazo tonto de la ley (1998)
- ¡Ja me maaten...! (2000)
- Torrente 2: Misión en Marbella (2001)
- FBI: Frikis Buscan Incordiar (2004)
- Torrente 3: El protector (2005)
- Torrente 4: Lethal Crisis (2011)
- A todo tren. Destino Asturias (2021)
- Padre no hay más que uno 3 (2022)
- Vacaciones de verano  (2023)